# Džúnágadh
Džúnágadh (také Džúnágarh, anglicky Junagadh, gudžarátsky જુનાગઢ) je okresní město v indickém státě Gudžarát. Leží na poloostrově Kathijavár, 350 km jihozápadně od Ahmadábádu. Město má 320 000 obyvatel. Historickými pamětihodnostmi jsou pevnost, kterou založil král Čandragupta Maurja, Ašókovy edikty, vytesané v nedalekých skalách Girnár a Mohabbat Maqbara, mauzoleum navába Bahaduddinbhaj Hasainbhaje.

## Historie

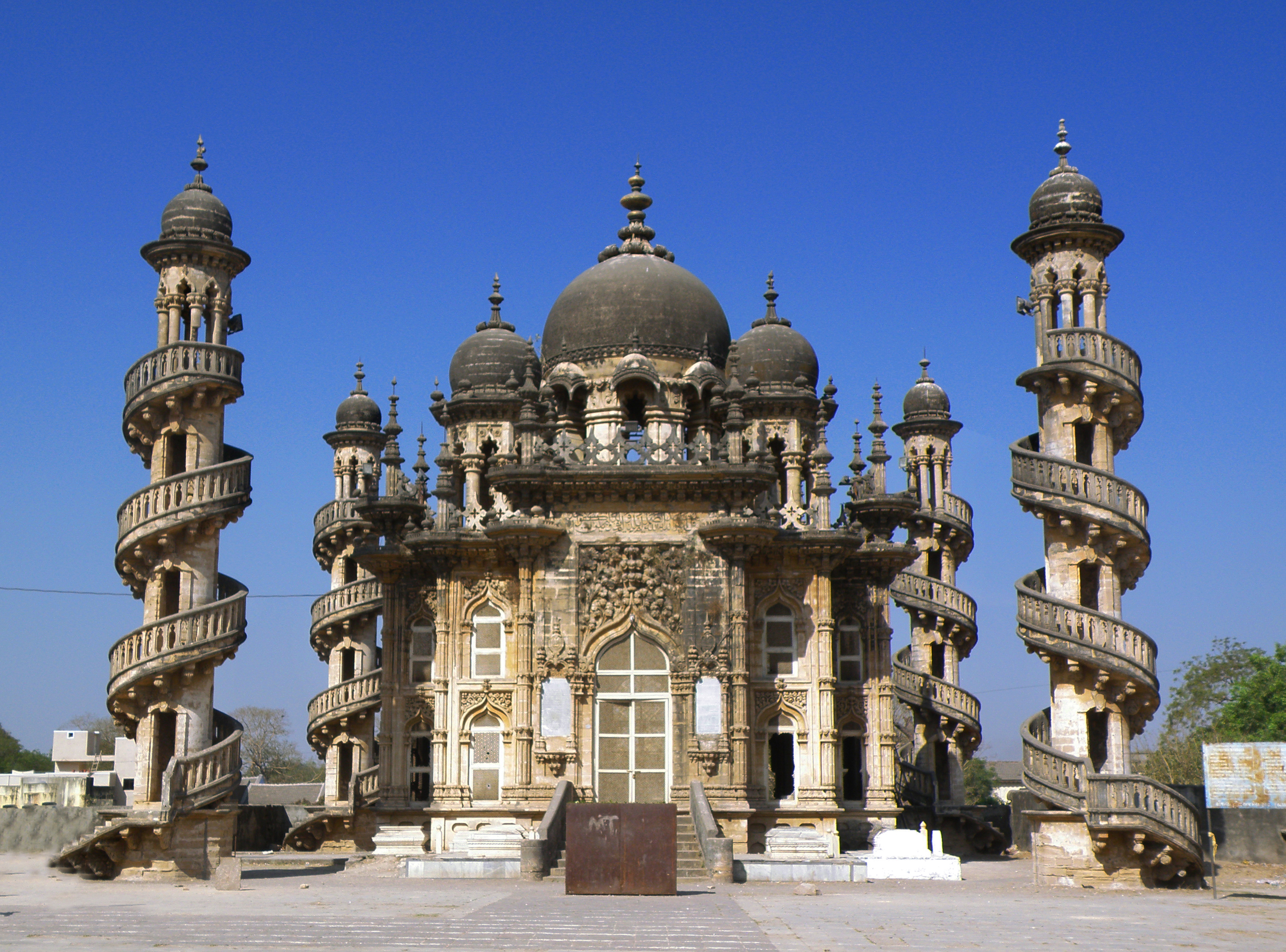
Mauzoleum Mohabbat Maqbara

Džúnágadh byl hlavním městem stejnojmenného knížectví, které bylo založeno v roce 1748. Od roku 1807 byl britským protektorátem. V roce 1947 měl stát 8643 km² a přes půl milionu obyvatel. Naváb (hlava státu) Mohammad Mahabat Khanji III., který byl muslim, vyhlásil 15. srpna 1947 připojení k Pákistánu (státeček sice neměl s Pákistánem společnou hranici, existovalo ale dobré námořní spojení). S tím však nesouhlasila většina obyvatel, která vyznávala hinduismus. 9. listopadu 1947 obsadila Džúnágadh indická armáda a v únoru 1948 se konalo referendum, v němž hlasovalo 99 % voličů pro to, aby se Džúnágadh stal součástí Indické republiky.
Na území bývalého státu Džúnágadh se nachází Gírský les, poslední místo, kde žije ve volné přírodě lev indický.